# Шпит, Юрий Васильевич
Юрий Васильевич Шпит (9 ноября 1930, Запорожье — 4 декабря 2008, Минск) — белорусский архитектор, заслуженный архитектор Белорусской ССР.

## Биография

Могила Шпита на Восточном кладбище Минска.

В 1954 году он окончил архитектурный факультет Киевского инженерно-строительного института, после чего уехал в Минск, стал работать в мастерской института «Белгоспроект». За годы своей работы в этом институте он прошёл путь от старшего архитектора до руководителя архитектурно-конструкторской мастерской.
Являлся автором ряда типовых проектов жилых зданий из силикатных блоков, возводившихся в Минске. Лично проектировал застройку квартала на пересечении Ленинского проспекта и улицы Козлова, жилые и общественные комплексы зданий на улице Толбухина, кинотеатр «Партизан», гостиница «Юность», ряд других домов в Минске, монумент Победы на площади Победы в Витебске, санаторий «Беларусь» в Мисхоре.
В 1964—1975 годах Шпит занимал должность заместителя председателя Госстроя Белорусской ССР, в 1970—1973 годах руководил Союзом архитекторов Белорусской ССР. Параллельно с основной работой преподавал на архитектурном факультете Белорусского политехнического института. В 1968 году Шпиту было присвоено звание заслуженного архитектора Белорусской ССР. С 1975 года Шпит руководил белорусским государственным научно-исследовательским и проектным институтом градостроительства. Внёс большой вклад в застройку Новополоцка и Бобруйска, за что ему была присуждена Государственная премия Белорусской ССР. Участвовал в международных совещаниях и сессиях по градостроительству и строительству.
Похоронен на Восточном кладбище Минска.
Был награждён орденом «Знак Почёта», рядом медалей и Почётных грамот.